# Франсіску ді Паула Рамус ді Азеведу

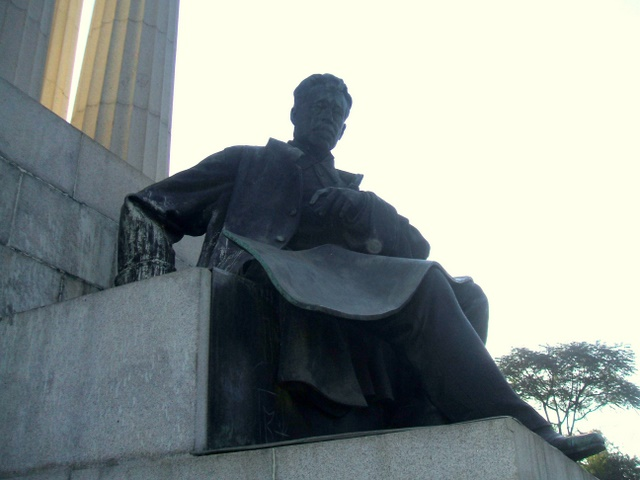
Фрагмент пам'ятника Рамусу ді Азеведу на території Університетського містечка Уніерситету Сан-Паулу

Франсіску ді Паула Рамус ді Азеведу (порт. Francisco de Paula Ramos de Azevedo, Сан-Паулу, *8 вересня 1851 — †Сан-Паулу, 1 червня 1928) — бразильський архітектор.

## Ранні роки
Рамус ді Азеведу навчався у Генті (Бельгія) на інженера-будівельника. Згідно з його біографами, професор, що викладав йому архітектуру, був вражений якістю робіт Рамуса і запропонував йому змінити кар'єру. В результаті Рамус ді Азеведу переключився на архітектуру, переважно вивчаючи і класичну архітектуру, але випробував значний вплив еклектичного стилю.
Власну кар'єту почав у Кампінасі, де виконав свої перші проекти. Зокрема, брав участь в завершенні будівництва міського собору, що стало його першою великою роботою.

## Зрілі роки

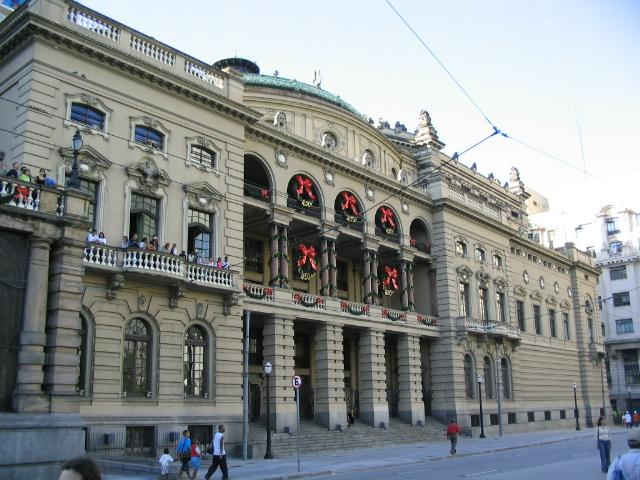
Муніципальний театр Сан-Паулу, одна з робіт його студії

Наприкінці 19 століття його часто запрошували проектувати будинки багатих мешканців Сан-Паулу — архітектор переїхав до Сан-Паулу, заснував там «Технічну студію Рамуса ді Азеведу», яка швидко перетворилася на найвпливовішу архітектурну фірму міста.
Протягом наступних десятирічь майже всі проекти будинків багатих мешканців міста і більшість публічних проектів Сан-Паулу виконувалися цією студією.

## Робота викладача
Рамус ді Азеведу також брав участь у заснуванні Політехнійчної школи Університету Сан-Паулу, разом з групою місцевих арістократів, що входили до прогресивного політичного руху. За їх планами, школа була створена за моделлю подібних експериментальних європейських інститутів. Також Рамус ді Азеведу працював директором Ліцею Мистецтв і Ремесел, де провів реформу системи навчання, зокрема добився незалежності школи та її відомості у всій країні.

## Спадщина
У відзнаку важливості його роботи для міста Сан-Паулу, перед будівлею ліцею на проспекті Тірадентіс був збудований великий Пам'ятник Рамусу ді Азеведу. Через роботи з удівництва метро у 1970-ті роки його було перенесено до Університетського містечка Уніерситету Сан-Паулу, і зараз він розташований на Площі Рамуса ді Азеведу перед заснованою та спроектованою ним Політехнічною школою.

## Найвідоміші роботи його студії
Його стиль проявляється у всіх роботах заснованої ним «Технічної студії Рамуса ді Азеведу», незалежно від того, чи від безпосередньо керував проектом. У списку нижче наведені як його власні роботи, так і роботи, які він лише підписував. На початку 20 століття у студії почали працювати архітектори Рікарду Северу і Дюмон Вілларіс, які фактично керували новими проектами.
- Пінакотека Сан-Паулу — колишнє місце розташування Ліцею Мистецтв.
- Муніципальний театр Сан-Паулу, Муніципальний ринок, Палац Індустріас, Палац Юстиції, Палац Пошти, Колегіу Сіон
- Каза-дас-Розас — спочатку житловий будинок, зараз музей
- Комплекс будівель Політехнійчної школи — спочатку будівлі належали Істиричному департаменту муніципального уряду, Освітньому центру Паули Суза і Технологічному інстинуту штату (FATEC).